# Urząd celno-skarbowy
Urząd celno-skarbowy – jednostka Krajowej Administracji Skarbowej wchodząca w skład jej umundurowanego i uzbrojonego pionu – Służby Celno-Skarbowej, obsługująca naczelnika urzędu celno-skarbowego, będącego organem administracji niezespolonej i organem podatkowym. Utworzono go 1 marca 2017 w miejsce zlikwidowanych urzędów kontroli skarbowej i urzędów celnych.

## Zadania
Głównym zadaniem urzędu celno-skarbowego jest walka z oszustwami podatkowymi oraz pobór należności celnych. Do innych zadań należy:
- wsparcie podatnika i płatnika w prawidłowym opłacaniu podatków;
- egzekucja należności celnych;
- wykonywanie kontroli podatkowej;
- wymiana informacji podatkowych z pokrewnymi urzędami innych państw członkowskich Unii Europejskiej;
- rozpoznawanie, wykrywanie i zwalczanie przestępstw podatkowych i celnych.

## Lista urzędów

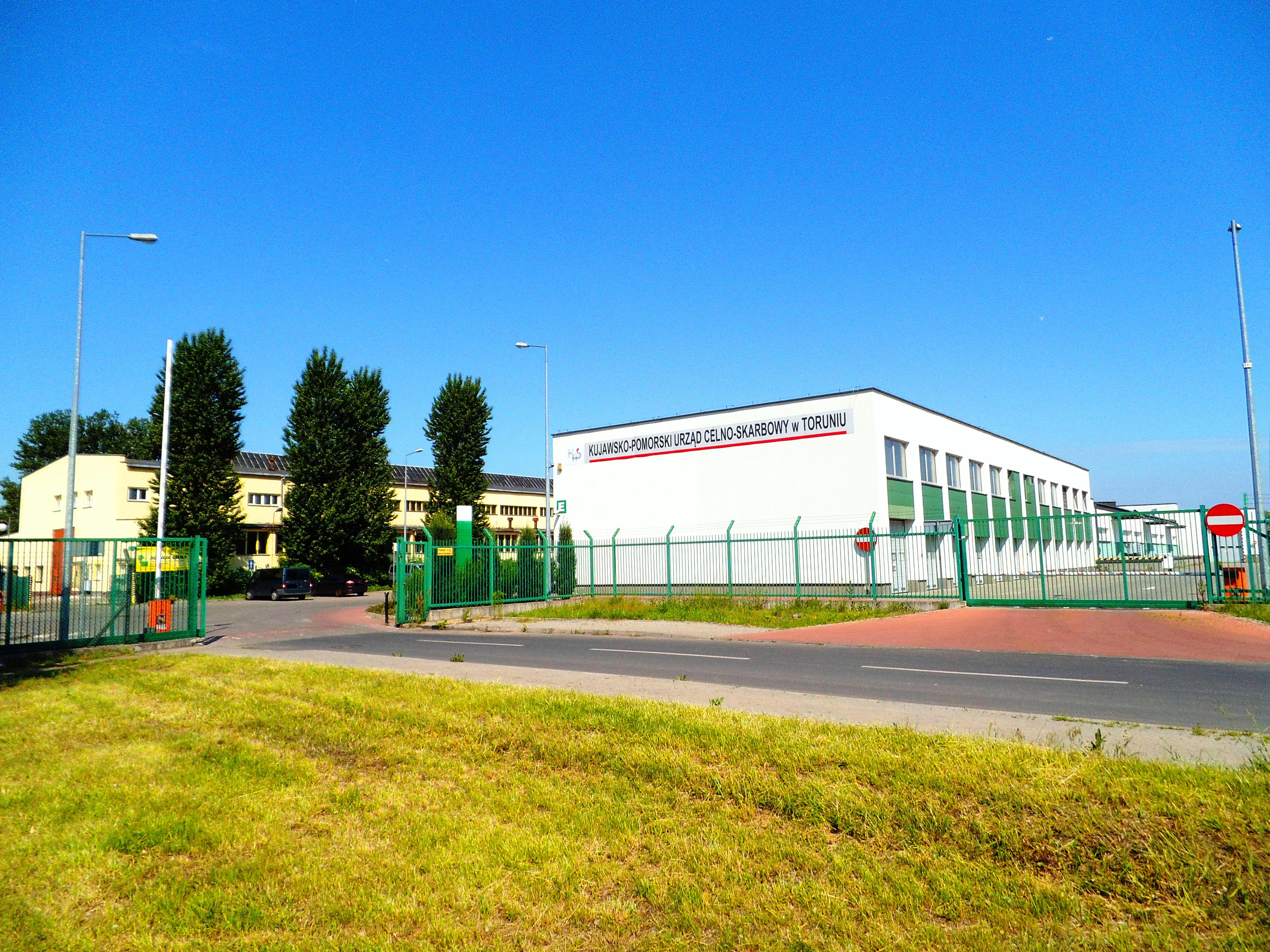
Kujawsko-Pomorski Urząd Celno-Skarbowy w Toruniu

W każdym województwie funkcjonuje jeden urząd celno-skarbowy:
- Dolnośląski Urząd Celno-Skarbowy we Wrocławiu,
- Kujawsko-Pomorski Urząd Celno-Skarbowy w Toruniu,
- Lubelski Urząd Celno-Skarbowy w Białej Podlaskiej,
- Lubuski Urząd Celno-Skarbowy w Gorzowie Wielkopolskim,
- Łódzki Urząd Celno-Skarbowy w Łodzi,
- Małopolski Urząd Celno-Skarbowy w Krakowie,
- Mazowiecki Urząd Celno-Skarbowy w Warszawie,
- Opolski Urząd Celno-Skarbowy w Opolu,
- Podkarpacki Urząd Celno-Skarbowy w Przemyślu,
- Podlaski Urząd Celno-Skarbowy w Białymstoku,
- Pomorski Urząd Celno-Skarbowy w Gdyni,
- Śląski Urząd Celno-Skarbowy w Katowicach,
- Świętokrzyski Urząd Celno-Skarbowy w Kielcach,
- Warmińsko-Mazurski Urząd Celno-Skarbowy w Olsztynie,
- Wielkopolski Urząd Celno-Skarbowy w Poznaniu,
- Zachodniopomorski Urząd Celno-Skarbowy w Szczecinie.